# Mesocottus haitej
Mesocottus haitej är en fiskart som först beskrevs av Dybowski, 1869.  Mesocottus haitej ingår i släktet Mesocottus och familjen simpor. Inga underarter finns listade i Catalogue of Life.